# Корпус общественных лавок
Корпус общественных лавок — памятник архитектуры в историческом центре Нижнего Новгорода. Построен в 1859—1863 годах по проекту нижегородского архитектора Н. И. Ужумедского-Грицевича в стиле академической эклектики.

## История

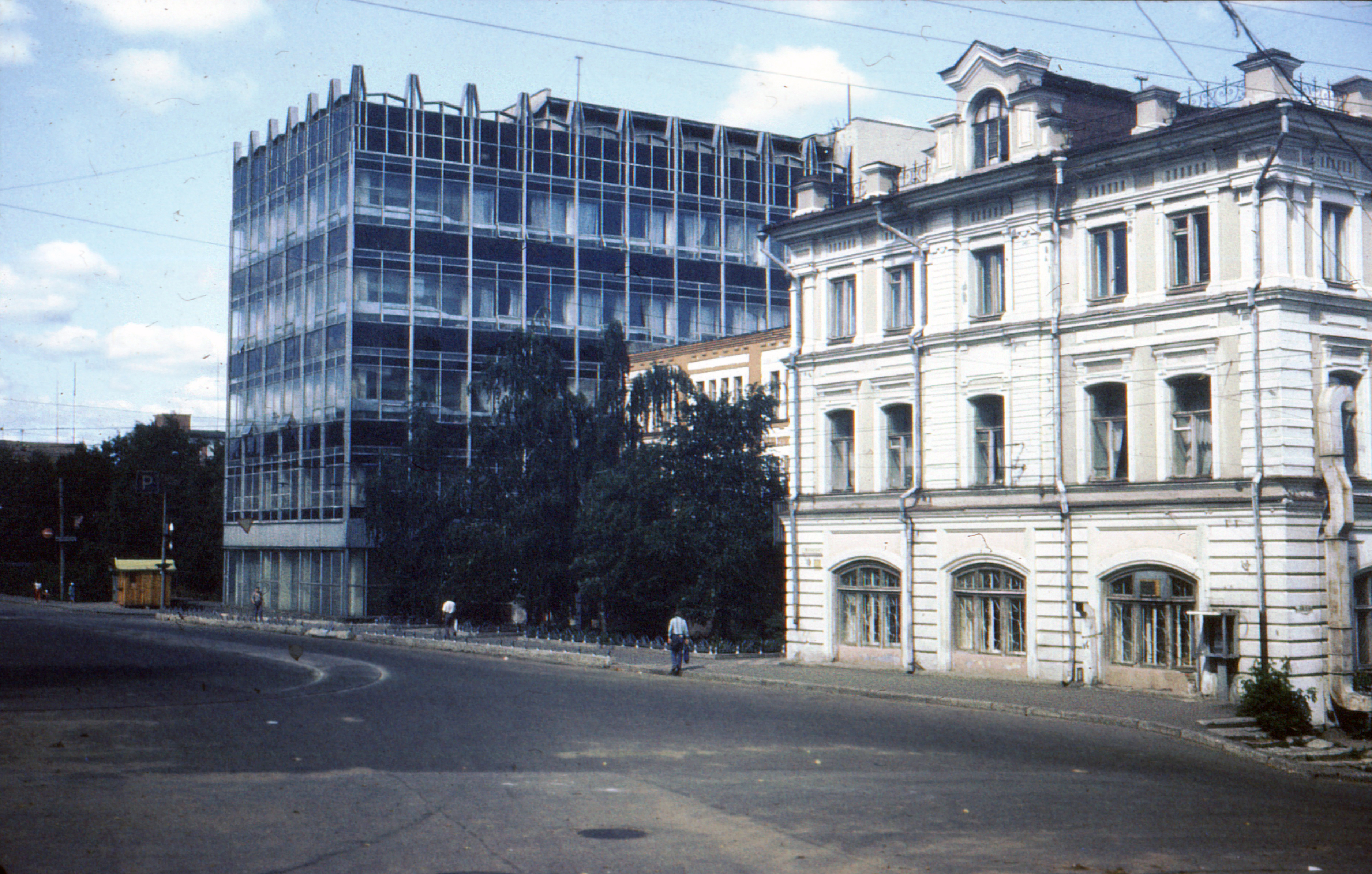
1985 год. Построен новый корпус Дома моделей. Дом Извольского находится между ним и трёхэтажным корпусом общественных лавок XIX века на переднем плане

В центре квартала, справа от спуска с Ивановского съезда с давних времён возвышалась Нижнепосадская Никольская церковь. В белом камне её отстроили ещё в 1371 году. В 1656 году была перестроена и поставлена на высоком кирпичном подиуме купцом-зодчим С. Ф. Задориным. Тогда же церковь была обстроена по периметру каменными лавками.
При перепланировке данной части Нижнего Новгорода в 1780-х годах церковь с окружающей старой застройкой была выделена в особый квартал. В 1859 году после пожара было решено полностью перестроить этот квартал, а на Живоносновской улице возвести трёхэтажное здание корпуса общественных лавок.
Проект нового корпуса заказали нижегородскому архитектору Н. И. Ужумедскому-Грицевичу. Однако, лишь 3 июля 1861 года проект был утверждён в Санкт-Петербурге. Тогда же под надзором автора проекта развернулось строительство.
С учётом перепада высот рельефа проектировался белокаменный широкий всход к лавкам со стороны Рождественской улицы. Главный фасад по плану предполагалось украсить богатой барочной лепниной, но из-за нехватки средств декоративно-художественное убранство корпуса было выполнено более скромным.
В 1904 году к корпусу слева в глубине квартала был пристроен дом А. А. Извольского в стиле модерн. В 1970-х годах в результате реконструкции дом Извольского был встроен по левой оси фасада в объём нового корпуса Горьковского дома моделей, резко контрастировавшего с окружающей застройкой. Сегодня все три здания смотрятся как единый комплекс, имеют единый адрес: улица Рождественская, 13.